# Changshaoying
Changshaoying (kinesiska: 长哨营, 长哨营满族乡) är en etnisk minoritetssocken för manchuer i Kina. Den ligger i stadsdistriket Huairou i Pekings storstadsområde, i den norra delen av landet, omkring 100 kilometer norr om stadskärnan. Antalet invånare är 6 570. Befolkningen består av 3 181 kvinnor och 3 389 män. Barn under 15 år utgör 11,0 %, vuxna 15-64 år 71 %, och äldre över 65 år 17,0 %.